# Malte pendant la Première Guerre mondiale
La situation de Malte pendant la Première Guerre mondiale découle de son appartenance à l'Empire britannique, depuis son annexion par le Royaume-Uni lors du traité de Paris de 1814. Le territoire participe ainsi à l'effort de guerre britannique, principalement sur le théâtre d'opération méditerranéen.
En particulier, l'archipel accueille de nombreux blessés, qui sont soignés dans les vingt-sept établissements de soin et de convalescence ouverts pendant le conflit. Malte gagne alors le surnom d'« infirmière de la Méditerranée. » Elle accueille également de nombreux prisonniers de guerre, et les ports de l'île servent aux différentes flottes alliées.

## Historique
Le 5 août 1914, le gouverneur de l'archipel, Sir Leslie Rundle (en), reçoit par câblogramme du Colonial Office l'annonce de la déclaration de guerre faite la veille par le Royaume-Uni à l'Empire allemand, après son invasion de la Belgique et ses propres déclarations de guerre à l'Empire russe puis à la France. Quoique le territoire maltais ne soit pas directement concerné par les combats, il va néanmoins en connaître les conséquences, tant politiquement, socialement qu'économiquement.
24 000 Maltais servent au sein de l'armée britannique, et 600 d'entre eux périssent. Ils se trouvent au sein du bataillon maltais, du bataillon maltais de travail (en anglais : Maltese Labour Battalion), et combattent en particulier à Gallipoli.

## Rôle de l'île

### «L'infirmière de la Méditerranée»
Malte accueille un grand nombre de blessés, environ 140 000 dans les vingt-sept établissements de soin et de convalescence ouverts pendant le conflit, et gagne alors le surnom d'« infirmière de la Méditerranée » (en anglais : « Nurse of the Mediterranean »). Avant la guerre, le Royal Army Medical Corps, le service de santé de l'armée, ne dispose en tout et pour tout que de vingt-trois officiers, cent-cinquante hommes et douze infirmières, avec des infrastructures permettant d'accueillir trois-cents lits. Lorsque la guerre éclate, ils sont tous envoyés en service actif.
Le Royaume-Uni prévoit d'utiliser Malte comme lieu de soin de ses blessés, et y organise à grande échelle son service de santé. Lorsque le premier convoi de blessés arrivant de Gallipoli atteint l'archipel le 4 mai 1915, le service de santé compte deux-cent-quarante officiers, cinq-cent-soixante-sept sœurs et volontaires du VAD et mille sept-cent-soixante personnels, y compris les trente-neuf infirmières arrivées en renfort le 7 mai. En juin 1916, le personnel médical présent à Malte consiste en cent-soixante-cinq officiers médicaux, quatre-cent-trois infirmières et mille huit-cent-vingt-sept personnels de tous rangs. 25 000 lits accueillent blessés et malades.
Malte accueille surtout les blessés de Gallipoli et de Salonique, qu'elle partage avec l'Égypte. Elle reçoit 58 000 blessés du Mediterranean Expeditionary Force (en) et 78 000 du corps expéditionnaire de Salonique, y compris les malades atteints de malaria lors de l'importante épidémie de juillet 1916.

### Camp de prisonniers
Les premiers prisonniers sont les ressortissants des nations ennemies. En particulier, l'Allemand Geo Fürst, présent sur l'archipel lorsque la guerre éclate en tant que secrétaire du baron Max von Tucker, consul allemand. Après guerre, il deviendra l'auteur de nombreux livres sur Malte, richement illustrés des dessins de sa main. Il sera expulsé de Malte après la Seconde Guerre mondiale. Sont également emprisonnés les supposés sympathisants à la cause des empires centraux, dont certains ressortissants égyptiens, grecs ou arabes.
Malte accueille ensuite de nombreux prisonniers de guerre du théâtre méditerranéen et du front du Moyen-Orient. Prisonniers allemands, turcs, bulgares et austro-hongrois sont regroupés au palais Verdala de Bormla, réservé aux officiers, et dans des camps à San Klement et à la forteresse San Salvadore, sur l'ancienne ligne de fortifications de Cottoner, à Il-Kalkara. Dans ces camps pour simples soldats et marins, les conditions de détention sont dures, et nombre d'entre eux meurent de froid ou d'insolation, l'hébergement à San Klement étant limité à des tentes. Ils sont encore enterrés pour certains au Kalkara War Cemetery. Mi-1916, on compte 1 670 prisonniers à Malte. Les derniers camps de prisonniers ferment en mars 1920.
Parmi les détenus qu'accueille Malte, on compte des marins de haut rang. Après le combat des îles Cocos en novembre 1914, Karl Friedrich Max von Müller (de), le capitaine de corvette du croiseur léger Emden qui coula de nombreux vaisseaux alliés en Méditerranée et dans l'océan indien, et François Joseph, prince de Hohenzollern, cousin du Kaiser et second du Emden, sont tous deux détenus au palais Verdala avec les autres officiers du navire. Von Müller sera transféré en Grande-Bretagne en octobre 1916. La centaine d'hommes d'équipage du Emden est elle détenue dans le camp de Saint-Clément après leur arrivée le 6 décembre 1914, puis au fort San Salvadore à partir du 5 janvier 1915, avant de retourner dans les tentes de Saint-Clément en 1917. Cette détention n'est pas de tout repos pour les geôliers. Depuis les fenêtres du fort donnant sur la baie, les détenus observent les mouvements de vaisseaux et parviennent à transmettre ces informations aux Allemands ; ceci contraindra les gardiens à occulter ces fenêtres. Puis le 9 avril 1916, le lieutenant Erick Fikentscher du Emden parvient à s'échapper de Verdala, accompagné d'un civil autrichien, Ernst Plentl. Les gardiens renforcent alors la surveillance de leurs détenus. Néanmoins, ceux-ci ont la possibilité de constituer une troupe de théâtre, une équipe de football et une fanfare. L'équipage quitte finalement la captivité le 6 décembre 1919, à bord d'un paquebot embarquant 1 200 prisonniers libérés.
Elle accueille également à partir de 1918 le général allemand Otto Liman von Sanders, à la tête de l'armée ottomane jusqu'à la reddition de celle-ci, qui entraîne la capture du général à Constantinople. Il reste en détention à Malte jusqu'en été 1919. Pour ce qui est des anonymes d'alors promis à un avenir « brillant, » citons Karl Dönitz, futur grand-amiral de la Kriegsmarine et successeur désigné de Hitler, qui réfléchit alors au perfectionnement des tactiques de guerre sous-marine. Il est capturé en octobre 1918 après avoir été contraint au sabordage de son UB-68. Quant à la présence en détention à Malte de Rudolf Hess, elle semble peu probable malgré quelques allégations allant dans ce sens.
Après la fin de la guerre, à partir de mars 1919, Malte sert enfin de lieu d'exil pour les cent-quarante-cinq dignitaires ottomans, appelés « Exilés de Malte, » extraits des prisons turques par les Alliés lors de l'occupation de Constantinople et envoyés là dans l'attente de la tenue d'un tribunal international visant à poursuivre et condamner les auteurs de crimes de guerre, notamment les responsables du génocide arménien. Cette démarche, mollement soutenue par le pouvoir de Constantinople, est fermement condamnée par le pouvoir d'Ankara dissident mené par Mustafa Kemal Atatürk. Du fait de cette divergence de point de vue entre les deux pouvoirs alors concurrents en Turquie, et de la victoire finale du parti d'Atatürk, les poursuites envisagées contre les criminels ottomans (en) ne sont pas mises au procès et les exilés sont relâchés à partir d'octobre 1920. Dernier soubresaut, après l'abolition du sultanat par les kémalistes, Mehmed VI quitte Constantinople le 17 novembre 1922 à bord du cuirassé britannique HMS Malaya pour se réfugier à Malte, marquant ainsi la fin de l'Empire ottoman.

### Base navale
La guerre génère une grande activité dans les ports de l'archipel. Le port de La Valette accueille et ravitaille les escadres des flottes britannique, française et japonaise opérant en Méditerranée, en particulier la Mediterranean Fleet britannique.
Concernant l'escadre japonaise en Méditerranée, elle arrive en avril 1917 en Méditerranée, en réponse du gouvernement nippon aux sollicitations répétées de son allié britannique pour une assistance dans l'escorte des convois et la lutte anti-sous-marine. Quatorze destroyers et un croiseur mouillent dès lors au port de La Valette, sous le commandement de l'amiral Kōzō Satō. L'escadre est composée du croiseur Akashi (en), navire amiral, de huit destroyers de la classe Kaba, dont le Sakaki. Ces navires appartiennent aux 10e et 11e flottilles de la marine impériale japonaise. Certains Maltais servent à bord de ces navires, en tant que shipchandlers. En août 1917, ils sont rejoints par un croiseur et quatre destroyers de la 15e flottille, à savoir le Izumo et les destroyers de la classe Momo Hinoki, Kashi, Momo et Yanagi.
Après le torpillage le 11 juin 1917 du Sakaki au large de la Crète par le sous-marin austro-hongrois U27 (en), les soixante-huit membres de l'équipage japonais qui perdent la vie lors de cet engagement sont enterrés au Kalkara Naval Cemetery (en).

## Commémoration

### Cimetières militaires
Plusieurs cimetières militaires sont présents sur l'archipel, dont celui de Kalkara Naval Cemetery (en).
On compte cent-onze sépultures de soldats morts pour la France, répartis entre le cimetière de l’Addolorata, le cimetière des Capucins de Bighi, le cimetière musulman de Il-Marsa ou « Turkish cemetry » et au cimetière de Ta’ Braxia.
Une liste des soldats inhumés à Malte est disponible sur le site de l'ambassade de France à Malte.

### Monnaie souvenir
Pour les cent ans du déclenchement du conflit, la banque centrale de Malte a émis des pièces commémoratives de cinq et dix euros. Dessinées par l'artiste maltais Noel Gaela Blason, elles ont été frappées dans les ateliers de la Monnaie royale de Belgique, respectivement à 20 000 et 5 000 exemplaires. Les deux pièces représentent sur l'avers une infirmière maltaise apportant des soins à un blessé, un soldat présentant sa baïonnette pointe en bas, et un coquelicot, symbole des victimes de la guerre dans les pays du Commonwealth, et sur le revers le symbole de Malte avec la mention « Malta 2014. »